# Риччи, Винченцо
Винченцо Риччи (итал. Vincenzo Ricci; 17 мая 1804, Генуя — 18 мая 1868, там же) — итальянский политический, государственный и дипломатический деятель.
юрист, судья.

## Биография
Представитель дворянской генуэзской семьи маркизов Риччи, известной в истории генуэзского и итальянского Рисорджименто. Брат Альберто Риччи, политика и дипломата, пожизненного сенатора Сардинского королевства и Джованни Риччи, морского министра Королевства Италия.
В 1868 году дважды занимал пост министра финансов Сардинского королевства.
Был также министром иностранных и внутренних дел.